# Nematopodius meridionator
Nematopodius meridionator är en stekelart som beskrevs av Aubert 1963. Nematopodius meridionator ingår i släktet Nematopodius och familjen brokparasitsteklar. Inga underarter finns listade i Catalogue of Life.